# Liste der Monuments historiques in Dammartin-en-Goële
Die Liste der Monuments historiques in Dammartin-en-Goële führt die Monuments historiques in der französischen Gemeinde Dammartin-en-Goële auf.

## Liste der Bauwerke
| Bezeichnung                        | Beschreibung              | Standort | Kennzeichnung | Schutzstatus | Datum | Bild           |
| ---------------------------------- | ------------------------- | -------- | ------------- | ------------ | ----- | -------------- |
| Kirche Notre-Dame                  | Erbaut im 13. Jahrhundert | (Lage)   | PA00086924    | Classé       | 1939  | weitere Bilder |
| Portal der Kirche St-Jean-Baptiste |                           | (Lage)   | PA00086925    | Inscrit      | 1926  | weitere Bilder |

## Liste der Objekte

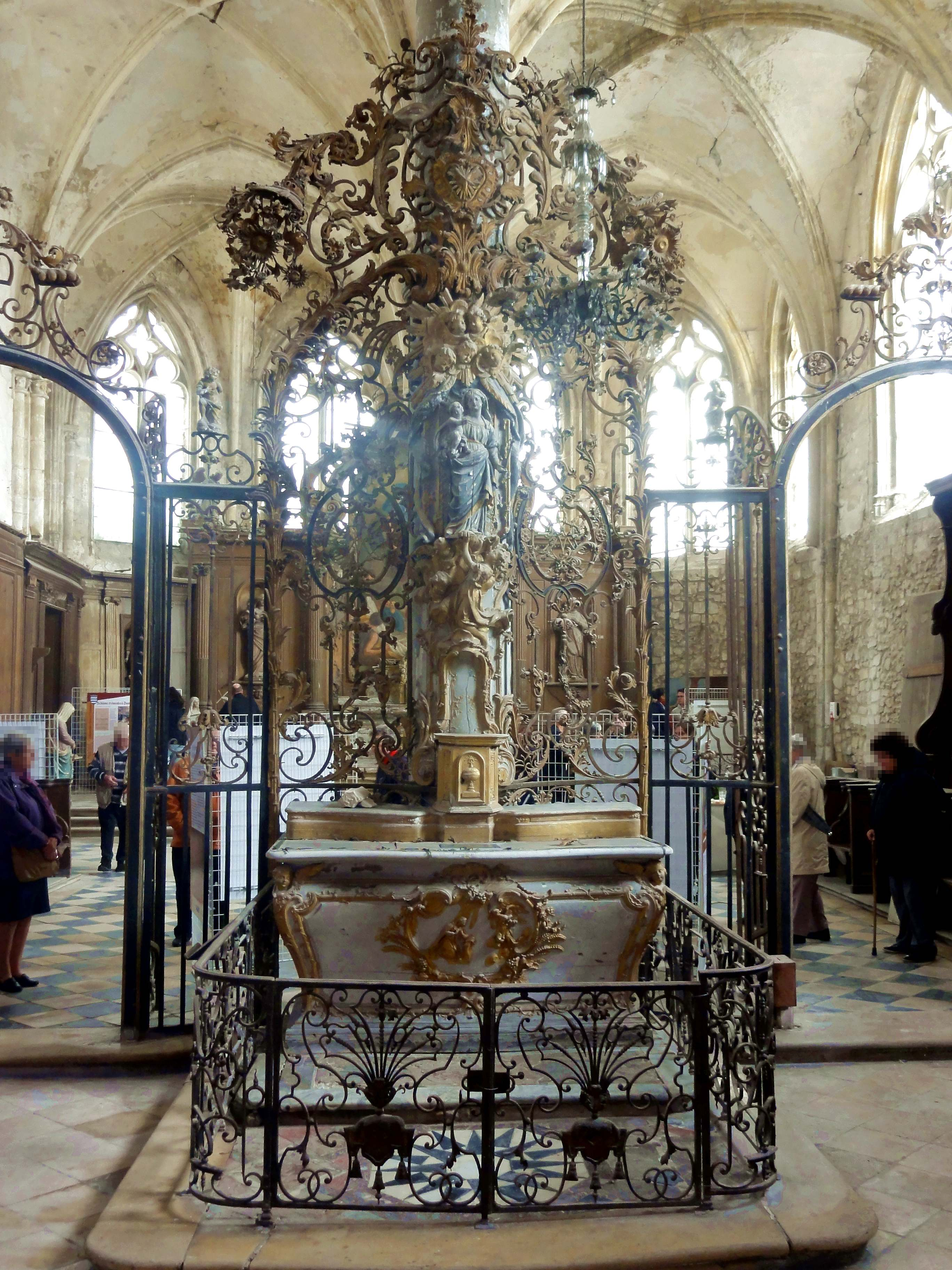
Marienaltar (18. Jahrhundert) in der Kirche Notre-Dame

- Monuments historiques (Objekte) in Dammartin-en-Goële in der Base Palissy des französischen Kultusministeriums